# Ziegelhütte (Dieterskirchen)
Die Wüstung Ziegelhütte ist eine Wüstung auf dem Gebiet der Gemeinde Dieterskirchen im Landkreis Schwandorf.

## Geographische Lage
Ziegelhütte liegt ungefähr drei Kilometer nordöstlich von Dieterskirchen und etwa zwei Kilometer westlich der Bundesstraße 22 auf einer Waldlichtung, etwa 200 Meter nördlich der Ascha am Südosthang des 633 Meter hohen Geberberges.
Die ehemalige Einöde Ziegelhütte wird heute (2014) auf der Landkarte als abgebrochen bezeichnet.

## Geschichte
Zum Stichtag 23. März 1913 (Osterfest) wurde Ziegelhütte als Teil der Pfarrei Dieterskirchen mit einem Haus und 13 Einwohnern aufgeführt.
Ziegelhütte wurde 1964 als Ortsteil der Gemeinde Dieterskirchen verzeichnet.
Am 31. Dezember 1990 war Ziegelhütte unbewohnt und gehörte zur Pfarrei Dieterskirchen.